# Holocentropus perlatus
Holocentropus perlatus là một loài Trichoptera hóa thạch trong họ Polycentropodidae.